# Albin Vidović (Handballspieler)
Albin Vidović (* 11. Februar 1943 in Zagreb, Königreich Jugoslawien; † 8. März 2018 in Bjelovar, Kroatien) war ein jugoslawischer Handballspieler und kroatischer Sportfunktionär.

## Karriere
Albin Vidović lernte das Handballspielen beim RK Željezničar Bjelovar. 1956 wechselte der 1,87 m große linke Rückraumspieler zum RK Partizan Bjelovar, in dessen erster Mannschaft er ab 1960 auflief. Während seines Militärdienstes spielte er kurze Zeit für RK Split und Jugovinil Kaštel Gomilica in Kaštela. Mit Partizan gewann er 1967, 1968, 1970, 1971 und 1972 die jugoslawische Meisterschaft sowie 1960, 1966 und 1968 den jugoslawischen Pokal. Im Europapokal der Landesmeister 1971/72 besiegte das Team den deutschen Vertreter VfL Gummersbach im Endspiel mit 19:14. Im Europapokal der Landesmeister 1972/73 unterlag man im Endspiel dem sowjetischen Verein MAI Moskau mit 23:26,  Vidović warf 14 Tore. Er wurde fünfmal Torschützenkönig der Liga, dreimal bester Spieler Jugoslawiens und 1963 zum besten Sportler Jugoslawiens gewählt.
Nachdem der Zahnarzt bereits ein Jahr keinen Handball mehr bestritten hatte, wechselte er auf Mitwirkung des damaligen deutschen Bundestrainers Vlado Stenzel gemeinsam mit Trainer Željko Seleš zum deutschen Bundesligisten THW Kiel. Die Kieler zahlten Vidović 36.000 Deutsche Mark Handgeld, etwa zehn Prozent ihres Handballetats. Für die Norddeutschen absolvierte er nur drei Spiele, bevor er auf eigenen Willen wieder nach Jugoslawien zurückkehrte.
Mit der jugoslawischen Nationalmannschaft belegte Vidović bei der Weltmeisterschaft 1964 den sechsten Platz. Bei den Mittelmeerspielen 1967 gewann er mit Jugoslawien die Goldmedaille. Bei den Olympischen Spielen 1972 in München blieb er in seinem einzigen Einsatz im ersten Spiel gegen Japan ohne Tor. Am Turnierende wurde er mit der Auswahl Olympiasieger. Er bestritt 44 Länderspiele, in denen er 48 Tore erzielte.
Bei der Gründungsversammlung 1993 wählte das Kroatische Olympische Komitee Vidović zum Vizepräsidenten.
Nach langer, schwerer Krankheit starb Vidović am 8. März 2018 in Bjelovar.